# Vayres (Gironde)
Pour les articles homonymes, voir Vayres.
Vayres est une commune du Sud-Ouest de la France située dans le département de la Gironde en région Nouvelle-Aquitaine.

## Géographie

### Localisation
Vayres se situe dans l'Entre-deux-Mers, en rive gauche de la Dordogne, dans l'aire d'attraction de Bordeaux et son unité urbaine, ainsi que dans la communauté d'agglomération du Libournais membre du Pays du Libournais.

### Communes limitrophes
À vol d'oiseau, Vayres se trouve à 6,6 km à l'ouest de Libourne, 12,4 km au sud-ouest de Saint-Émilion et 21,5 km au nord-est de Bordeaux. Les communes limitrophes en sont, sur la rive gauche de la Dordogne, Arveyres au sud-est, Saint-Germain-du-Puch au sud, Beychac-et-Caillau au sud-ouest, Saint-Sulpice-et-Cameyrac à l'ouest et Izon au nord-ouest ; sur la rive droite, les communes sont Saint-Michel-de-Fronsac au nord-est et Fronsac à l'est.
| Izon                      | Izon                  | Saint-Michel-de-Fronsac |
| Saint-Sulpice-et-Cameyrac | Vayres                | Fronsac                 |
| Beychac-et-Caillau        | Saint-Germain-du-Puch | Arveyres                |

### Hydrographie

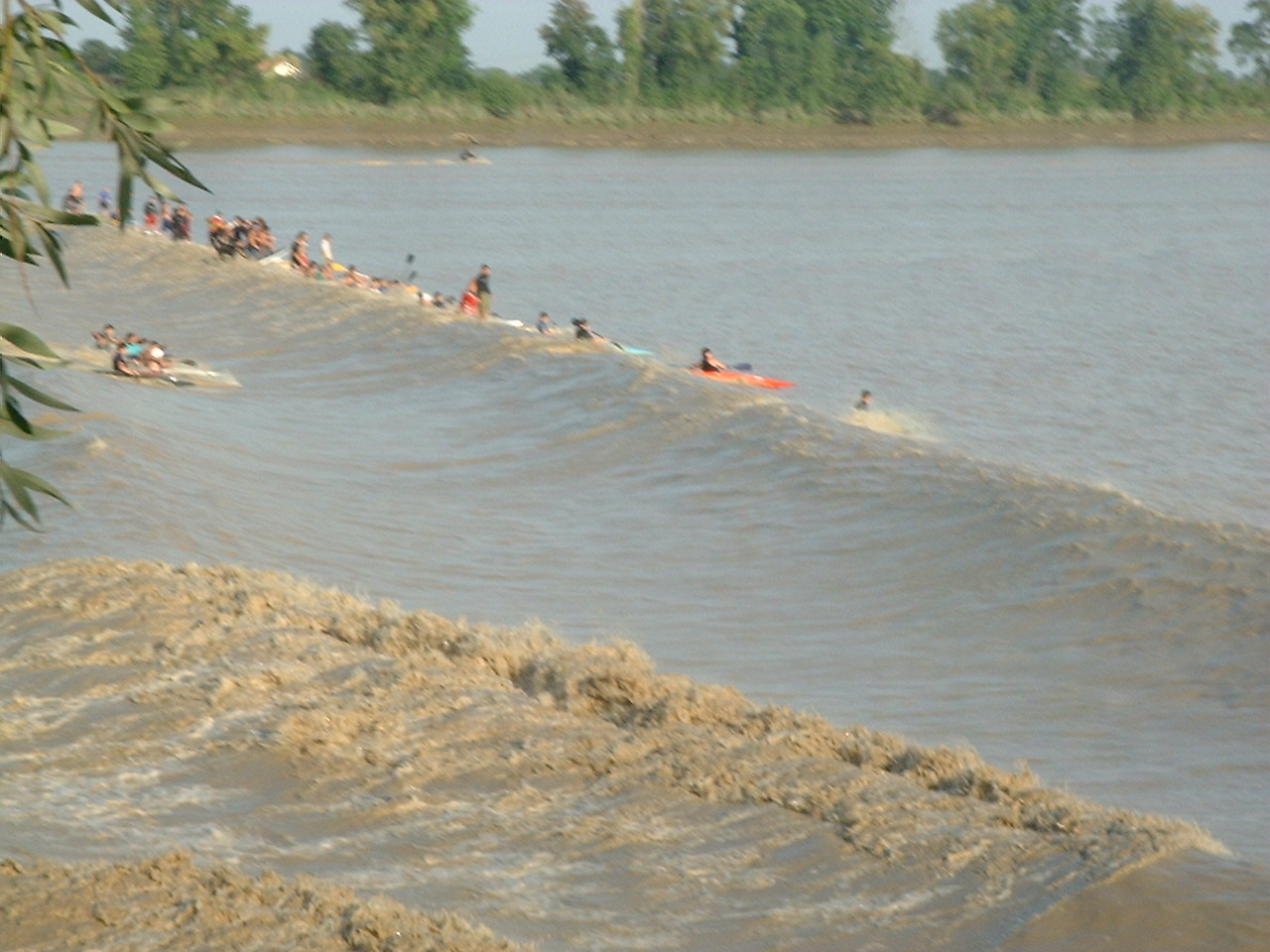
Surfers sur le mascaret de la Dordogne à Saint-Pardon.

Vayres se trouve en rive gauche de la Dordogne, à son confluent avec le Gestas.
Le mascaret est un phénomène de brusque surélévation de l'eau d'un cours d'eau, en l'occurrence ici la Dordogne, au moment où la marée montante vient contrarier le débit naturel du cours d'eau. Différents paramètres interviennent, tels que la puissance de la marée, la quantité d'eau descendant, la phase de la lune (plus celle-ci est pleine ou nouvelle, plus le mascaret est fort). À Vayres, le mascaret « passe » deux fois par jour, au moment où la marée passe de descendante à montante, lors des pleines et nouvelles lunes et avec plus de puissance d'août à octobre. Le mascaret peut être plus précisément regardé depuis le port Saint-Pardon de Vayres, près du centre du village et l'« association du Mascaret » prend en charge l'organisation de l'événement pour accueillir dans les meilleures conditions les nombreux visiteurs. Par gros mascaret, le surf peut se pratiquer pendant au moins vingt minutes en continu. Des kayakistes profitent également du phénomène.

### Climat
Pour des articles plus généraux, voir Climat de la Nouvelle-Aquitaine et Climat de la Gironde.
Historiquement, la commune est exposée à un climat océanique aquitain.  
En 2020, Météo-France publie une typologie des climats de la France métropolitaine dans laquelle la commune est exposée à un climat océanique et est dans la région climatique Aquitaine, Gascogne, caractérisée par une pluviométrie abondante au printemps, modérée en automne, un faible ensoleillement au printemps, un été chaud (19,5 °C), des vents faibles, des brouillards fréquents en automne et en hiver et des orages fréquents en été (15 à 20 jours).
Pour la période 1971-2000, la température annuelle moyenne est de 12,9 °C, avec une amplitude thermique annuelle de 14,6 °C. Le cumul annuel moyen de précipitations est de 854 mm, avec 12 jours de précipitations en janvier et 6,6 jours en juillet. Pour la période 1991-2020, la température moyenne annuelle observée sur la station météorologique la plus proche, située sur la commune de Saint-Émilion à 12 km à vol d'oiseau, est de 13,9 °C et le cumul annuel moyen de précipitations est de 798,1 mm,. Pour l'avenir, les paramètres climatiques de la commune estimés pour 2050 selon différents scénarios d'émission de gaz à effet de serre sont consultables sur un site dédié publié par Météo-France en novembre 2022.

### Milieux naturels et biodiversité

#### Natura 2000
La Dordogne est un site du réseau Natura 2000 limité aux départements de la Dordogne et de la Gironde, et qui concerne les 104 communes riveraines de la Dordogne, dont Vayres,. Seize espèces animales et une espèce végétale inscrites à l'annexe II de la directive 92/43/CEE de l'Union européenne y ont été répertoriées.

#### ZNIEFF
Vayres fait partie des 102 communes concernées par la zone naturelle d'intérêt écologique, faunistique et floristique (ZNIEFF) de type II « La Dordogne »,, dans laquelle ont été répertoriées huit espèces animales déterminantes et cinquante-sept espèces végétales déterminantes, ainsi que quarante-trois autres espèces animales et trente-neuf autres espèces végétales.

## Urbanisme

### Typologie
Au 1er janvier 2024, Vayres est catégorisée petite ville, selon la nouvelle grille communale de densité à sept niveaux définie par l'Insee en 2022.
Elle appartient à l'unité urbaine de Bordeaux, une agglomération intra-départementale regroupant 73  communes, dont elle est une commune de la banlieue,,. Par ailleurs la commune fait partie de l'aire d'attraction de Bordeaux, dont elle est une commune de la couronne,. Cette aire, qui regroupe 275 communes, est catégorisée dans les aires de 700 000 habitants ou plus (hors Paris),.

### Occupation des sols

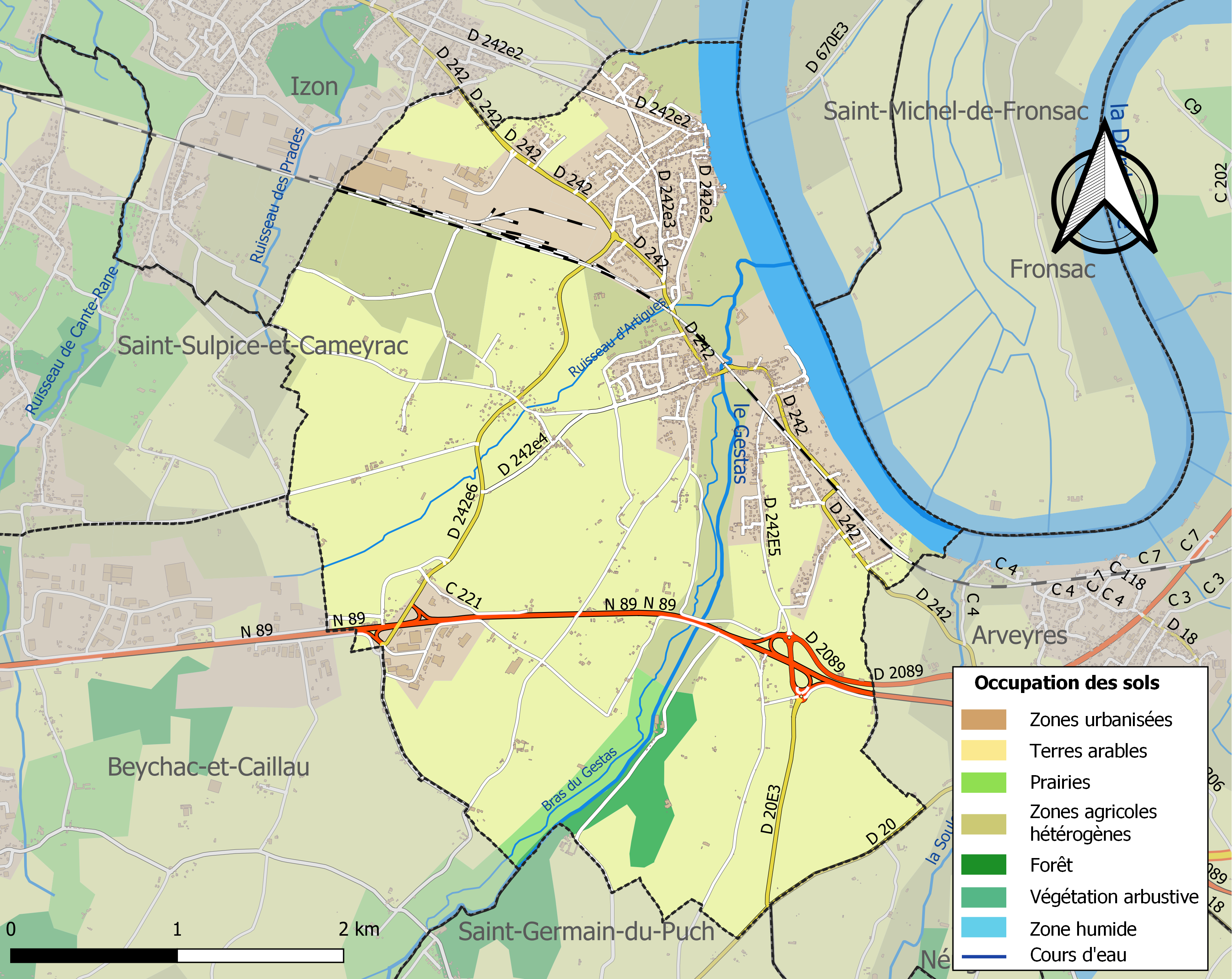
Carte des infrastructures et de l'occupation des sols de la commune en 2018 (CLC).

L'occupation des sols de la commune, telle qu'elle ressort de la base de données européenne d’occupation biophysique des sols Corine Land Cover (CLC), est marquée par l'importance des territoires agricoles (73,6 % en 2018), en diminution par rapport à 1990 (82,1 %). La répartition détaillée en 2018 est la suivante : 
cultures permanentes (58,6 %), zones urbanisées (13,5 %), zones agricoles hétérogènes (13,3 %), zones industrielles ou commerciales et réseaux de communication (5,9 %), eaux continentales (5 %), forêts (2 %), prairies (1,7 %). L'évolution de l’occupation des sols de la commune et de ses infrastructures peut être observée sur les différentes représentations cartographiques du territoire : la carte de Cassini (XVIIIe siècle), la carte d'état-major (1820-1866) et les cartes ou photos aériennes de l'IGN pour la période actuelle (1950 à aujourd'hui).

### Voies de communication et transports
La commune est accessible par l'autoroute A89, sorties no 07, dite de Vayres et Izon, et no 08, dite de Vayres, Arveyres, Saint-Germain-du-Puch et Libourne.
La gare de Vayres est une gare ferroviaire française de la ligne de Paris-Austerlitz à Bordeaux-Saint-Jean, située sur le territoire de la commune de Vayres.

### Risques majeurs
Le territoire de la commune de Vayres est vulnérable à différents aléas naturels : météorologiques (tempête, orage, neige, grand froid, canicule ou sécheresse), inondations et séisme (sismicité faible). Il est également exposé à un risque technologique, la rupture d'un barrage. Un site publié par le BRGM permet d'évaluer simplement et rapidement les risques d'un bien localisé soit par son adresse soit par le numéro de sa parcelle.

#### Risques naturels
La commune fait partie du territoire à risques importants d'inondation (TRI) de Libourne, regroupant les 20 communes concernées par un risque de submersion marine ou de débordement de la Dordogne, un des 18 TRI qui ont été arrêtés fin 2012 sur le bassin Adour-Garonne. Les événements significatifs aux XIXe et XXe siècles sont les crues de 1843 (6,80 m l'échelle de Libourne), de 1866 (6,40 m) et du 10 février 1944 (6,38 m) et du 27 décembre 1999 (6,36 m). Au XXIe siècle, les événements les plus marquants sont les crues de mars 2010 (5,55 m) et du 31 janvier 2014 (5,97 m). Des cartes des surfaces inondables ont été établies pour trois scénarios : fréquent (crue de temps de retour de 10 ans à 30 ans), moyen (temps de retour de 100 ans à 300 ans) et extrême (temps de retour de l'ordre de 1 000 ans, qui met en défaut tout système de protection). La commune a été reconnue en état de catastrophe naturelle au titre des dommages causés par les inondations et coulées de boue survenues en 1982, 1983, 1988, 1989, 1993, 1999, 2000, 2009 et 2021,.

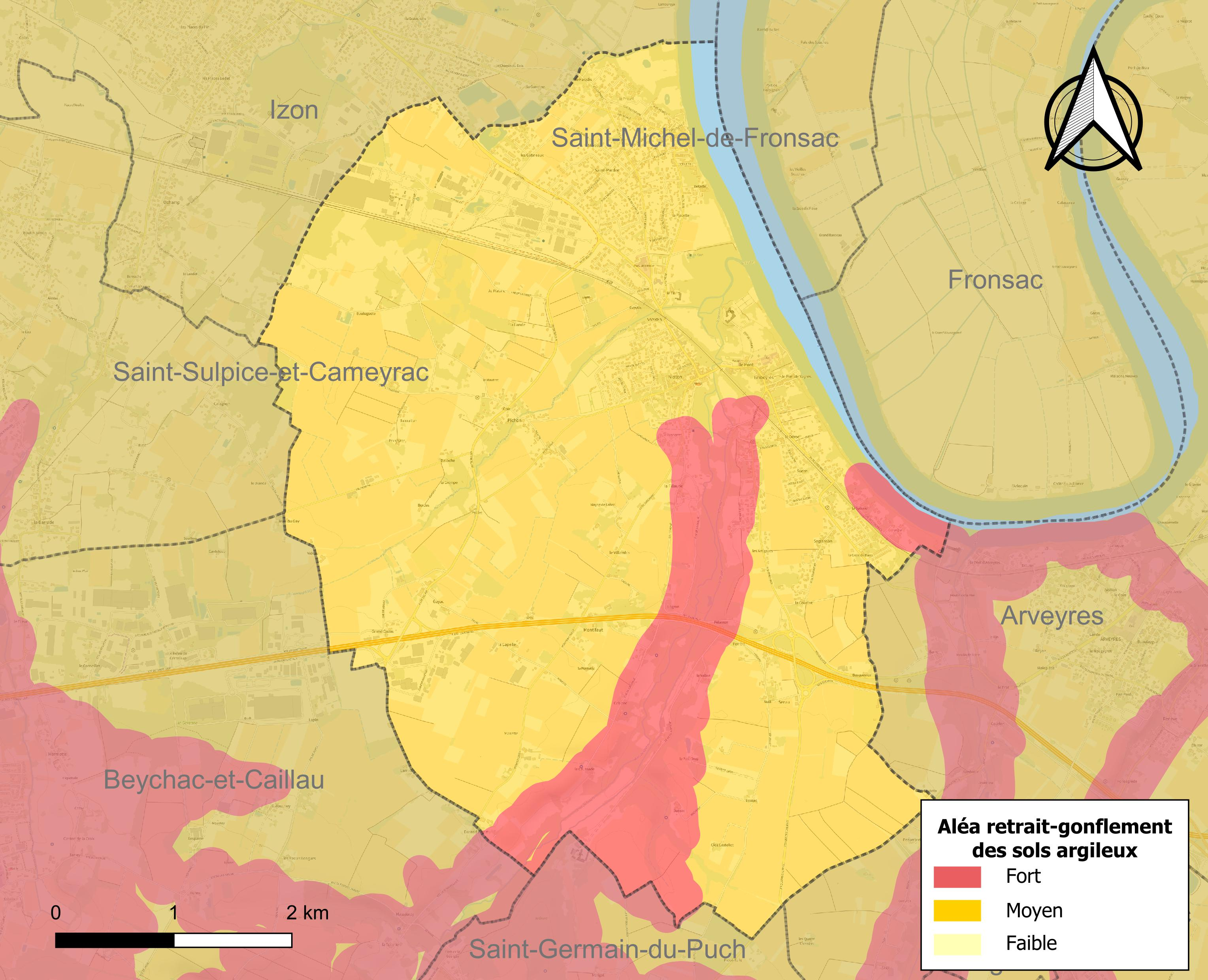
Carte des zones d'aléa retrait-gonflement des sols argileux de Vayres.

Le retrait-gonflement des sols argileux est susceptible d'engendrer des dommages importants aux bâtiments en cas d’alternance de périodes de sécheresse et de pluie. 97,8 % de la superficie communale est en aléa moyen ou fort (67,4 % au niveau départemental et 48,5 % au niveau national). Sur les 1 566 bâtiments dénombrés sur la commune en 2019, 1 566 sont en aléa moyen ou fort, soit 100 %, à comparer aux 84 % au niveau départemental et 54 % au niveau national. Une cartographie de l'exposition du territoire national au retrait gonflement des sols argileux est disponible sur le site du BRGM,.
Concernant les mouvements de terrains, la commune a été reconnue en état de catastrophe naturelle au titre des dommages causés par des mouvements de terrain en 1999.

#### Risques technologiques
La commune est en outre située en aval du  barrage de Bort-les-Orgues, un ouvrage sur la Dordogne de classe A soumis à PPI, disposant d'une retenue de 477 millions de mètres cubes. À ce titre elle est susceptible d’être touchée par l’onde de submersion consécutive à la rupture de cet ouvrage.

## Toponymie
Le nom de Vayres vient de Varatedo, la propriété d'un dénommé Varus à l'époque gallo-romaine.
En 1060, la paroisse Sanctus Johannes de Vayras est attestée et la cité est de nouveau mentionnée au XIIIe et XIVe siècles. En occitan, la commune porte le nom de Vairas.

## Histoire
Vayres est une ancienne cité habitée dès l’antiquité, sur la  voie romaine Burdigala (Bordeaux) – Vesunna (Périgueux), à la fois port, camp et marché, son activité se développa grâce à sa situation géographique : un éperon rocheux qui surplombe le confluent du Gestas et de la Dordogne sur lequel fut construit le château, un des plus considérables de Guyenne. Vayres fut une baronnie et ensuite un marquisat où les seigneurs étaient riches et puissants. Les premiers documents écrits concernant les seigneurs de Vayres sont des états de donations diverses faites pendant les années 1060 à 1086. Au XIe siècle, des seigneurs du nom de Gombaud possédaient la terre de Vayres. Ils appartenaient sans doute à la même famille que les seigneurs de Lesparre qui étaient aussi des Gombaud. Un archevêque de Bordeaux porte aussi ce nom à la fin du Xe siècle.
Thomase Gombaud, dame de Vayres, fille et héritière de Raimond Gombaud seigneur de Vayres épouse Guitard de Bourg, seigneur de Vertheuil. Leur fille Rose de Bourg, épouse en 1288 Amanieu VII d'Albret et transmet ses seigneuries, dont Vayres, à son fils cadet Bérard Ier de Vayres, seigneur de Vayres, qui fonde ainsi une branche de la famille d'Albret, continuée notamment par Bérard II de Vayres.
À la Révolution, la paroisse Saint-Jean de Vayres forme la commune de Vayres.

## Politique et administration
La commune de Vayres fait partie de l'arrondissement de Libourne. À la suite du découpage territorial de 2014 entré en vigueur à l'occasion des élections départementales de 2015, la commune est transférée du canton de Libourne supprimé au nouveau canton du Libournais-Fronsadais,. Vayres fait également partie de la communauté d'agglomération du Libournais membre du Pays du Libournais.

### Liste des maires
| Période                                  | Période                     | Identité             | Étiquette | Qualité                    |
| ---------------------------------------- | --------------------------- | -------------------- | --------- | -------------------------- |
| Les données manquantes sont à compléter. |                             |                      |           |                            |
| ca 1857                                  |                             | Amédée Gentillot     |           |                            |
| Les données manquantes sont à compléter. |                             |                      |           |                            |
| 1972                                     | juin 1995                   | Henri Lesne          |           |                            |
| juin 1995                                | mars 2008                   | Jean-François Ravaut |           | Médecin                    |
| mars 2008                                | mars 2014                   | Hélène Maidon        |           | Ancienne pharmacienne      |
| mars 2014                                | En cours (au 30 avril 2014) | Jacques Legrand      | SE        | Retraité Fonction publique |

### Jumelages
Laguardia (Espagne) depuis 1991.

## Population et société

### Démographie
Les habitants sont appelés les Vayrais.
L'évolution du nombre d'habitants est connue à travers les recensements de la population effectués dans la commune depuis 1793. Pour les communes de moins de 10 000 habitants, une enquête de recensement portant sur toute la population est réalisée tous les cinq ans, les populations de référence des années intermédiaires étant quant à elles estimées par interpolation ou extrapolation. Pour la commune, le premier recensement exhaustif entrant dans le cadre du nouveau dispositif a été réalisé en 2008.

En 2022, la commune comptait 4 414 habitants, en évolution de +14,38 % par rapport à 2016 (Gironde : +6,91 %, France hors Mayotte : +2,11 %).
| 1793  | 1800  | 1806  | 1821  | 1831  | 1836  | 1841  | 1846  | 1851  |
| ----- | ----- | ----- | ----- | ----- | ----- | ----- | ----- | ----- |
| 1 350 | 1 342 | 1 363 | 1 465 | 1 519 | 1 571 | 1 588 | 1 745 | 2 033 |

| 1856  | 1861  | 1866  | 1872  | 1876  | 1881  | 1886  | 1891  | 1896  |
| ----- | ----- | ----- | ----- | ----- | ----- | ----- | ----- | ----- |
| 1 788 | 1 817 | 1 848 | 1 808 | 1 822 | 1 784 | 1 844 | 1 910 | 2 024 |

| 1901  | 1906  | 1911  | 1921  | 1926  | 1931  | 1936  | 1946  | 1954  |
| ----- | ----- | ----- | ----- | ----- | ----- | ----- | ----- | ----- |
| 2 001 | 1 779 | 1 708 | 1 733 | 1 661 | 1 595 | 1 520 | 1 596 | 1 970 |

| 1962  | 1968  | 1975  | 1982  | 1990  | 1999  | 2006  | 2008  | 2013  |
| ----- | ----- | ----- | ----- | ----- | ----- | ----- | ----- | ----- |
| 1 853 | 1 845 | 2 295 | 2 361 | 2 491 | 2 631 | 3 149 | 3 280 | 3 595 |

| 2018  | 2022  | - | - | - | - | - | - | - |
| ----- | ----- | - | - | - | - | - | - | - |
| 4 053 | 4 414 | - | - | - | - | - | - | - |

### Enseignement
La maison familiale rurale de Vayres propose des formations du baccalauréat professionnel au brevet de technicien supérieur, dans le domaine des vins et spiritueux.

## Économie
Le territoire des communes de Vayres et d'Arveyres constituent, au sein du vignoble de l'Entre-deux-Mers, l'aire de production du graves-de-vayres, vin d'appellation d'origine contrôlée.

### Services
- La déchetterie du syndicat mixte de collecte et de valorisation du Libournais et de la Haute-Gironde, située sur le territoire de la commune de Vayres, a ouvert en avril 2017 avec un format original en France où les usagers peuvent apporter de nombreux types de déchets et repartir avec les déchets déposés par les précédents[47].
- La commune héberge un détachement du 3e régiment du matériel spécialisé dans la maintenance électronique-armement.

## Culture locale et patrimoine

### Lieux et monuments
- Le château de Vayres, construit à l'origine au XIe siècle a été remanié à l’époque de la Renaissance et en 1700 et est classé au titre des monuments historiques[48].
- Église Saint-Jean-Baptiste de style roman, restaurée au XIXe siècle.

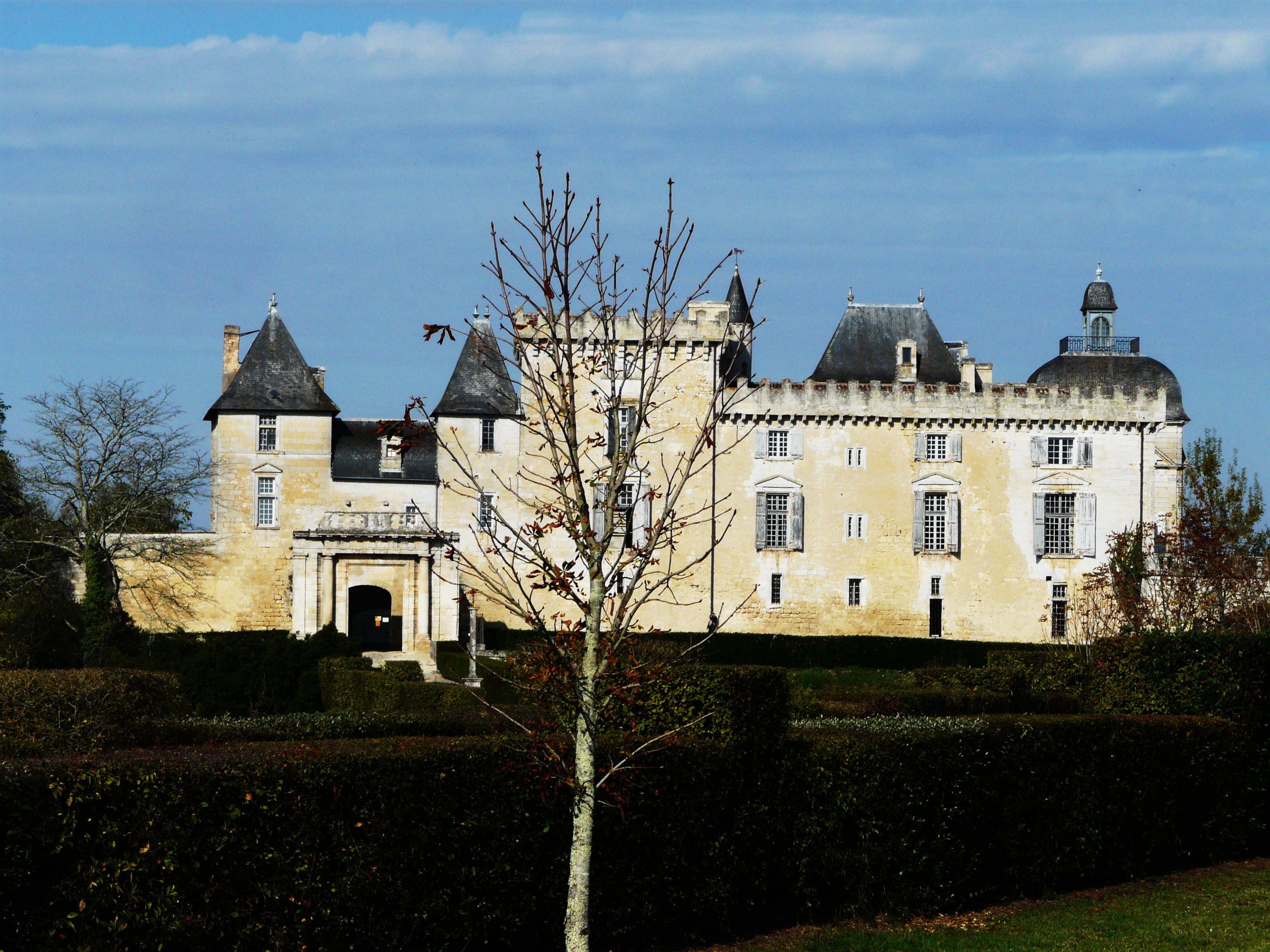
Le château de Vayres.
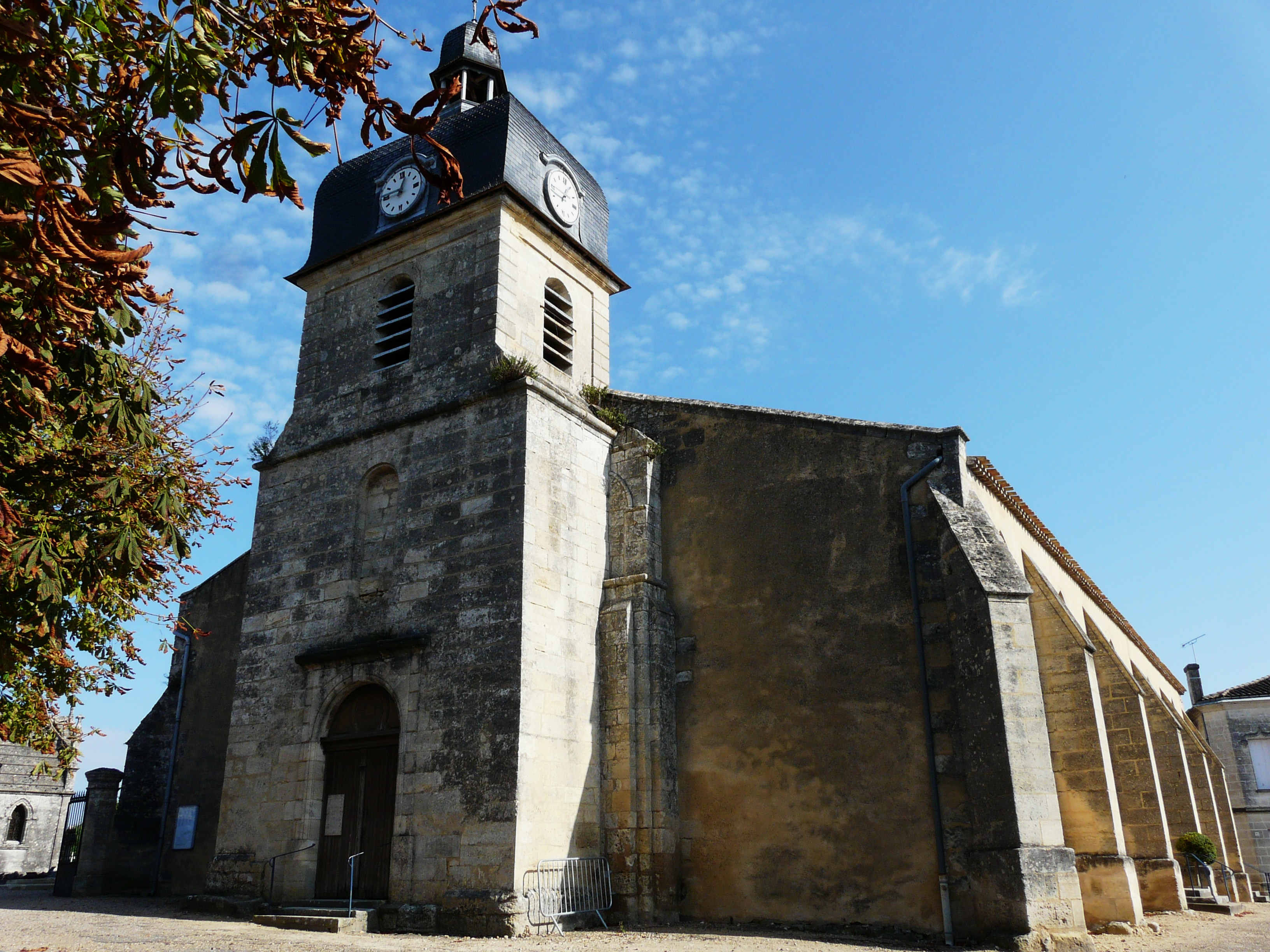
L'église Saint-Jean-Baptiste.

### Personnalités liées à la commune
- Abbé Perdrigeon (1822-1888), curé de l'église Saint-Jean-Baptiste à partir de septembre 1857, connu pour les remèdes qu'il faisait distribuer par la pharmacie Lacour
- Jean-Raoul Paul, ingénieur, ancien directeur de la Compagnie des chemins de fer du Midi, promoteur de l'électrification du chemin de fer, créateur, avec Joseph Capus, du Syndicat viticole des Graves de Vayres[49].

### Vayres autrefois

Le bourg
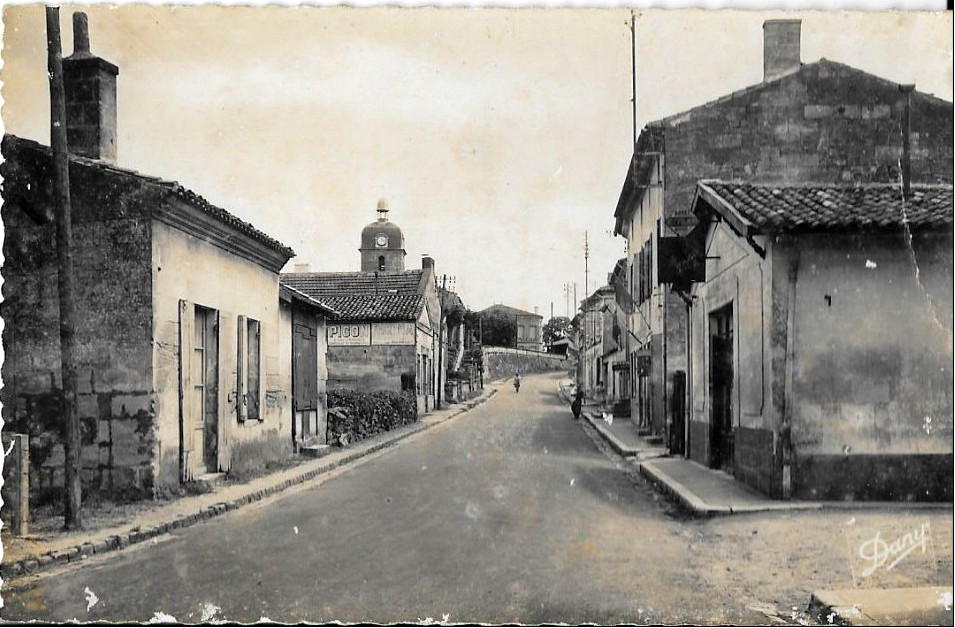
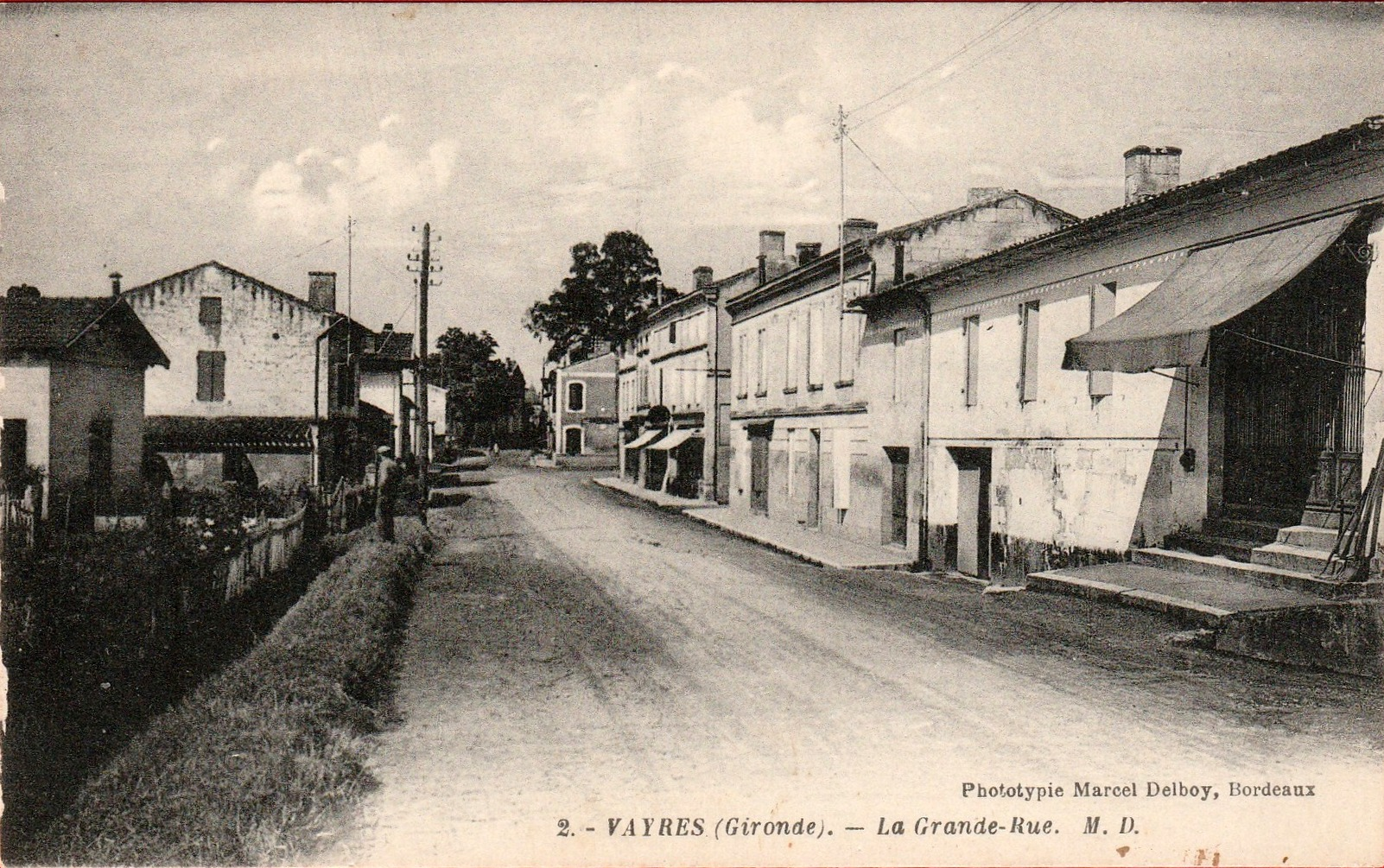
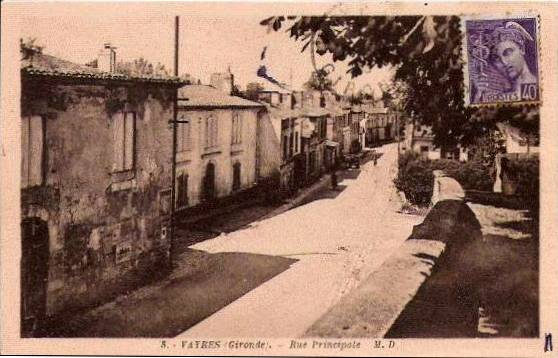
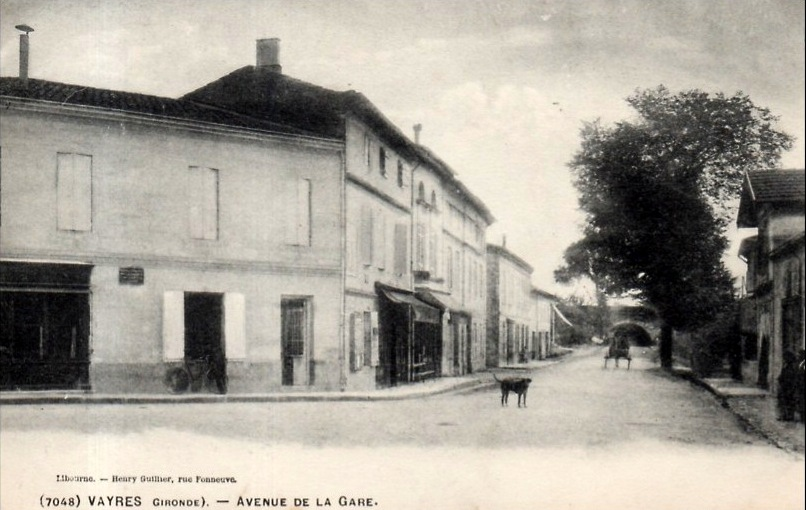
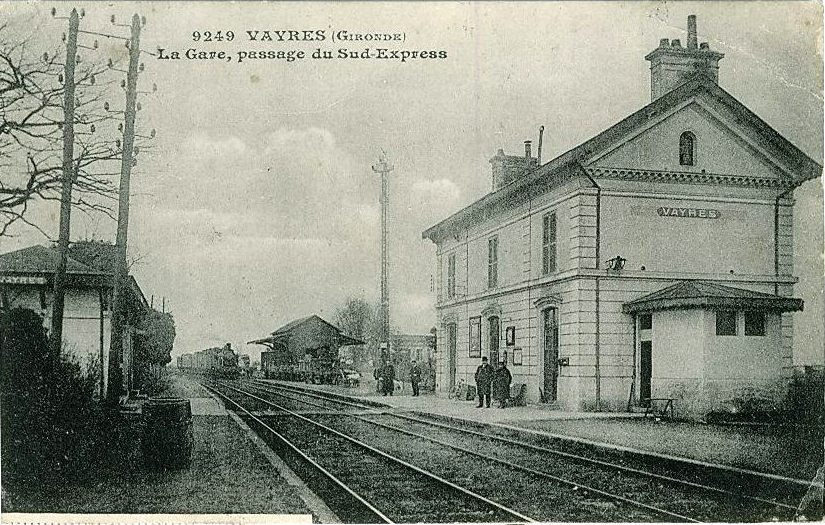
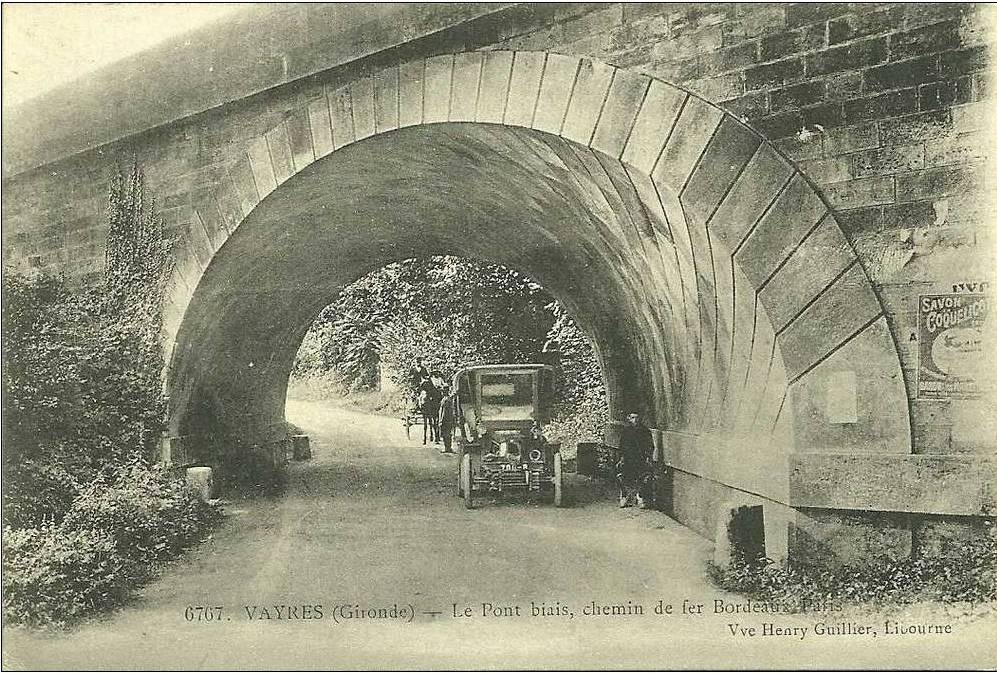

### Héraldique
| Blason de Vayres (Gironde) | Blason  | Parti de sinople à la roue de moulin d’argent et d’argent au cep de vigne sur un échalas du champ fruité de cinq pièces de gueules ; le tout sommé d’un chef de vair en beffroi d’une tire,. |
| Blason de Vayres (Gironde) | Détails | Le vair est une ancienne fourrure qui rappelle le nom de la commune, le cep de vigne symbolise la viticulture, l’une de ses principales activités, et la roue dentée évoque l’industrie. Sur les armoiries, Le ruban porte l’inscription VARATEDO, nom de la commune du temps de la Gaule romaine, rappelant ainsi son origine très ancienne. Le blason, bien qu'absent du site internet de la mairie, est répertorié et décrit sur des sites de tourisme en Aquitaine. |